# Zap Comix
Zap Comix est un comics underground américain créé par Robert Crumb en 1968. Si le premier numéro est l'œuvre du seul Crumb, celui-ci accueille rapidement dans les pages de son comics d'autres auteurs. Ainsi se trouvent des histoires de Victor Moscoso, Rick Griffin, S. Clay Wilson, Gilbert Shelton, Spain Rodriguez et Robert Williams. Zap Comix, même s'il n'est pas le premier du genre underground, est celui qui par son succès permet de toucher enfin son public. D'autres « comix » semblables seront créés dans les années suivantes. Cette réussite ne plaît pas à tous et surtout aux forces de l'ordre, car le genre underground ne suit pas la charte édictée par la Comics Code Authority. Comme les pages montrent souvent une sexualité sans tabou, les vendeurs sont inquiétés par la police et deux d'entre eux sont condamnés pour « avoir délibérément vendu un magazine obscène ». Cela n'empêche pas le comics d'être toujours édité, même si sa parution irrégulière ne compte finalement que seize numéros dont le dernier parait en 2005. Malgré ce faible nombre de numéro, l'influence de Zap Comix a été considérable.

## Historique

### Création et premiers numéros
En 1968 à San Francisco, Robert Crumb montre plusieurs pages de bandes dessinées à Don Donahue, qui lui propose de publier un comic book à partir de ces pages. En février de la même année, 5 000 exemplaires sont imprimés. La couverture est en couleurs mais le contenu est en noir et blanc pour limiter les coûts et un prix de vente trop élevé. Ces premiers exemplaires sont vendus directement par Crumb, sa femme Dana et Donahue dans la rue, avec pour chariot une poussette pour bébé. Si, selon Crumb, les ventes sont difficiles, la rapide réimpression rendue nécessaire après un incendie qui détruit tout le stock montre que ce « comix » parvient à trouver son lectorat. Cette réimpression est l'occasion d'ajouter quatre pages inédites de Crumb.
Avant Zap Comix, des comic books underground étaient déjà parus, mais ils étaient très peu diffusés ; le succès de ce premier numéro de Zap Comix fait qu'il est souvent considéré comme l'origine du format comix. En juin, le deuxième numéro est imprimé, mais Crumb n'est pas satisfait du résultat. Ce numéro 2 n'est plus l'œuvre du seul Crumb car Victor Moscoso, Rick Griffin et S. Clay Wilson y participent ; le comix prend donc la forme d'une anthologie. Les numéros suivants ont une meilleure qualité d'impression car Moe Moscowitz, propriétaire d'une librairie, apporte une aide financière qui permet de s'adresser à un meilleur imprimeur, Print Mint. En décembre sortent le numéro 3 dans lequel est publié une bande dessinée de Gilbert Shelton, puis un numéro 0 qui reprend les pages de ce qu'aurait dû être le premier numéro. Celui-ci devait être édité par Brian Zahn, déjà éditeur de Yarrowstalks, mais ce dernier avait abandonné Crumb en emmenant les épreuves ; Crumb étant parvenu à retrouver ces pages les fait imprimer par Print Mint. À partir du quatrième numéro, Robert Williams et Spain Rodriguez, qui met en scène son héros marxiste Trashman dans deux numéros, se joignent au groupe d'auteurs.

### Procès pour obscénité
Le succès de Zap Comix et d'autres magazines underground amènent les autorités à surveiller ces publications qui s'en prennent violemment aux idéaux américains, et qui dérogent aux règles établies par la Comics Code Authority. Le quatrième numéro de Zap, sorti en août 1969, est particulièrement visé, car Crumb y dénonce l'hypocrisie de la famille en mettant en scène un employé modèle qui organise une orgie incestueuse. Plusieurs vendeurs de Zap sont alors poursuivis pour « avoir encouragé l’obscénité ». Au terme du procès, le juge confirme que le comix est obscène, et que les vendeurs ne pouvaient ignorer ce type de contenu. Deux des inculpés sont condamnés à une amende de 500 $ (ou 90 jours de prison si cette somme n'est pas payée). Par la suite, tous les appels sont rejetés.

## Postérité
L'éditeur Fantagraphics Books a annoncé en 2014 la publication d'une intégrale de Zap Comix sous le titre The Complete Zap Comix.
Les éditions Stara, associées à Thé Troc Underground, ont publié une intégrale en deux tomes. Le premier est sorti en 2020 (numéros 0 à 9), le second en 2023 (numéros 10 à 15), comprenant un historique et une interview des sept auteurs impliqués dans la revue.

## Contenu
Dans les premiers numéros du comix apparaît notamment le personnage de Mr. Natural, dont les aventures sont les plus longues dans chacun des numéros.